# 元毗
元毗（？—？），字休弼，河南郡洛阳县（今河南省洛阳市东）人，追尊魏昭成帝拓跋什翼犍的后裔，元益生之子，北魏宗室、官员。

## 生平
魏孝武帝元修登基之前，自幼就亲近元毗，魏孝武帝继位后，出门必定让元毗陪同乘车，入宫必定让元毗睡在宫中。永熙三年（534年）二月，贺拔岳被侯莫陈悦刺杀，魏孝武帝听说后，派遣武卫将军元毗前往慰劳贺拔岳的军队，想把军队征召回洛阳，同时也征召侯莫陈悦。元毗抵达平凉后，贺拔岳的军队已经推举宇文泰为领袖，侯莫陈悦逢迎依附高欢，也不肯听从征召。元毗返回洛阳时，宇文泰借着元毗上表给魏孝武帝，请求稍慢慢的劝诱开导，逐渐的带领军队东进。宇文泰与元毗及诸位将领杀牲畜盟誓，共同辅助北魏皇室。当时冯翊长公主正守寡，魏孝武帝想要把妹妹嫁给宇文泰，就让元毗宣达这项旨意。之后元毗派遣独孤信回到荆州。
永熙三年（534年）五月，侍中斛斯椿听说乔宁、张子期的死讯，内心感到不安，与南阳王元宝炬、武卫将军元毗、王思政一起秘密劝说魏孝武帝除掉丞相高欢。
高欢向着洛阳进兵时，当时议论的人说法各有不同。有的人劝说魏孝武帝进入蛮夷地区，有的人声称要与高欢决战，有的人说投奔南梁。只有元毗等几人认为关中是帝王的故乡，恳切的叩头请魏孝武帝西入关中。魏孝武帝评定功劳加以赏赐，元毗和领军斛斯椿等十三人为首功，封魏郡王。当时王爵封邑只有一千户，唯独元毗封邑一千五百户。高欢在关东地区宣布说：“带着天子西入关中，事情由元毗发起，即便一百次大赦他也不在宽恕的范围内。”元毗去世后，谥号景。

## 儿子
- 元绰